# IC 3687
IC 3687 — галактика типу IBm (змішана іррегулярна витягнута галактика) у сузір'ї Гончі Пси.
Цей об'єкт міститься в оригінальній редакції індексного каталогу.